# Georg Rudolf Boehmer
Georg Rudolf Boehmer o Böhmer (Legnica, 1º ottobre 1723 – Wittenberg, 4 aprile 1803) è stato un botanico e medico tedesco.

## Biografia
Studiò botanica presso l'Università di Lipsia sotto Christian Gottlieb Ludwig (1709-1773). Nel 1752 fu il successore di Abraham Vater (1684-1751) come professore di botanica e anatomia presso l'Università di Wittenberg, dove nel 1782 diventò  anche un professore di terapia. Durante la sua carriera ebbe anche il ruolo, a tempo parziale, come Stadtphysikus a Wittenberg e a Kemberg.
Tra le sue pubblicazioni vi era un'opera formata da cinque volumi sulla storia naturale intitolata Bibliotheca scriptorum historiae naturalis. Il genoma Boehmeria, della famiglia Urticaceae, fu chiamato in suo onore. È noto anche come entomologo.

## Opere principali
- Lexicon rei Herbaria
- Technische Geschichte der Pflanzen
- Bibliotheca scriptorum historiae naturalis, five volumes 1785-1789.
- Systematisch-literarische Handbuch der Naturgeschichte, Ökonomie und anderer damit verwandter Wissenschaften und Künste.